# Pelle Emil Hebsgaard
Pelle Emil Rex Hebsgaard (født 26. april 1988 i Ikast) er en dansk skuespiller og TV-vært, kendt for sine mange roller i film, tv-serier, teater og som stemmeskuespiller.

## Karriere
Pelle Emil Hebsgaard har optrådt i en række danske film og tv-serier. Blandt hans filmroller er ‘’9. april’’, og han har medvirket i populære tv-serier som ‘’Bedrag’’, ‘’Advokaten’’, ‘’Rita’’ og ‘‘GG Horsens’’.
Som skuespiller på teaterscenen har han spillet store roller i adskillige store produktioner, herunder ‘’Lazarus’’ på Det Kongelige Teater, ‘’ELF’’ i Tivoli, ‘‘Jean De France’’ på Folketeatret, ‘’Aladdin’’ på Fredericia Teater, og ‘’Seebach’’.
I 2014 modtog han den prestigefyldte ‘‘Believe In You’’-pris fra Lauritzen Fonden som anerkendelse for sit store talent.

## TV-vært og indlæser
Pelle har også markeret sig som tv-vært, blandt andet på TV 2-programmerne ‘’Keramikkamp’’ og ‘’Sommerdrømme’’ (2019-2022)."Sommerdrømme 2022 - Alt for damerne". Hentet 23. september 2024."Nybyggerne og Sommerdrømme - Ude og Hjemme". Hentet 23. september 2024. Derudover er han en flittigt anvendt stemmeskuespiller og har indlæst lydbøger for populære serier som Frank Herberts ‘’Dune’’-trilogi, ‘’Bridgerton’’-bøgerne og serien om Nikki Galena.

## Priser og konferencierarbejde
Hebsgaard har modtaget flere priser, herunder Lauritzen Fondens ‘‘Believe In You’’-pris i 2014. Han er desuden en hyppigt anvendt konferencier ved store kulturelle arrangementer, herunder Lauritzen-prisen.

## Knæk Cancer
Pelle Emil Hebsgaard har af flere omgange været vært for Danmarks største indsamlingsshow, ‘’Knæk Cancer’’. Her har han sammen med andre kendte værter stået i spidsen for et velgørenhedsshow, hvor formålet er at samle penge ind til kræftforskning, patientstøtte og forebyggelse.

## Karriere
Han har været med i High School Musical 2, Aladdin - The Musical som lampeånden Genie samt De Tre Musketerer. I 2019 blev han vært på TV 2’s program "Keramikkamp".
Og efterfølgende var han i 2020-2022 vært på TV2’s "Sommerdrømme".
Derudover har han deltaget i Masterchef på TV3 Danmark. I 2014 modtog han den prestigefyldte "Believe In You"-pris fra Lauritzen Fonden. Derudover er han ofte speaker i tv-reklamer.
I 2022 deltog han i underholdningsprogrammet “Hvem holder masken?” på TV2, hvor han var udklædt som Ræv, og efter otte programmer blev kåret som sæsonens vinder.

## Privat
Han har siden maj 2017 været kærester med danseren Claudia Rex. Parret blev gift 1. september 2018 i Frederiksborg Slotskirke.
Parret fik deres første barn i august 2019.